# Devesel
Devesel est une commune roumaine du județ de Mehedinți, dans la région historique de l'Olténie et dans la région de développement du Sud-Ouest.

## Géographie
La commune de Devesel est située au sud du județ, au bord du Danube, à 31 km au sud de Drobeta Turnu-Severin, la préfecture du județ.
Elle est composée des six villages suivants (population en 2002) :
- Batoți (310) ;
- Bistrețu (695) ;
- Devesel (1 394) siège de la municipalité ;
- Dunărea Mică (83) ;
- Scăpău (932) ;
- Tismana (184).

## Religions
En 2002, 98,22 % de la population était de religion orthodoxe.

## Démographie
En 2002, les Roumains représentaient 92,82 % de la population et les Tsiganes 7,08 %. La commune comptait alors 2 200 ménages.
| 1992  | 2002  | 2007  |
| ----- | ----- | ----- |
| 3 855 | 3 598 | 3 101 |

## Économie
L'économie de la commune est basée sur l'agriculture et l'élevage (volailles).

## Lieux et monuments
- Devesel, église orthodoxe construite sur l'ordre de Matthieu Basarab.
- Dunărea Mică, église St Georges (Sf Gheorghe) du XIXe siècle.
- Bistrețu et Devesel, sites archéologiques.
- Batoți et Tismana, rives du Danube.